# Zhang Yaoguang
Zhang Yaoguang (né le 21 juin 1993) est un athlète chinois, spécialiste du saut en longueur.

## Carrière
Son record est de 7,99 m obtenu à deux reprises, le 15 juin 2013 à Shenyang et le 24 avril 2014 à Pékin. Il égale cette mesure en salle le 21 février 2016 à Doha pour remporter la médaille d'or des Championnats d'Asie. En 2015, il avait sauté 7,98 m a Suzhou le 23 septembre.
Le 16 juin 2018, il remporte la médaille d'argent des sélections nationales chinoises à Guiyang avec un saut à 8,29 m (+ 0,4 m/s), record personnel, derrière Wang Jianan qui égale le record national avec 8,47 m.